# Dapeng Shan
Dapeng Shan är ett berg i Kina. Det ligger i provinsen Zhejiang, i den östra delen av landet, omkring 130 kilometer öster om provinshuvudstaden Hangzhou. Toppen på Dapeng Shan är 408 meter över havet, eller 68 meter över den omgivande terrängen. Bredden vid basen är 1,1 km. Dapeng Shan ligger vid sjöarna  Jiaohu Shuiku och Jiaohu Shuiku.
Runt Dapeng Shan är det mycket tätbefolkat, med 2 028 invånare per kvadratkilometer. Närmaste större samhälle är Zhangqi, 7,6 km nordväst om Dapeng Shan. I omgivningarna runt Dapeng Shan växer i huvudsak blandskog.
Genomsnittlig årsnederbörd är 2 009 millimeter. Den regnigaste månaden är juni, med i genomsnitt 360 mm nederbörd, och den torraste är januari, med 60 mm nederbörd.